# Pita od jabuka
Pita od jabuka (engl. apple pie) pita je ili tart kod kojeg je primarni sastojak za punjenje jabuka. Nekad se servira sa šlagom ili sladoledom na vrhu (pita od jabuka a la mod), ili sa sirom čedarom. Pecivo obično ima gornji i donji deo, što je čini pitom s dve kore; gornja može da bude okrugla ili rešetkasta istkana od ukrštenih tračica. U zavisnosti od preferencije pekara, donja kora može da se ispeče prvo (pre nego što se spremi cela pita), kako bi se sprečilo da donji deo bude namočen/raskvašen. Izuzetak je pita od jabuka iz duboke posude, koja ima samo gornju koru; te tart Taten. Pita od jabuka je nezvanični simbol simbol SAD, a još jedna od njenih karakteristika je to što predstavlja tzv. komfortnu hranu (engl. comfort foods).

## Nutritivne vrednosti
Komercijalno pripremljena pita od jabuka sadrži 52% vode, 34% ugljenih hidrata, 2% proteina i 11% masti. Servis od 100 grama isporučuje 237 kalorija i 13% američke dnevne vrednosti natrijuma, bez značajnih drugih mikroelemenata. 